# 山本英児
山本 英児（やまもと えいじ、1979年9月20日 - ）は、日本の元ラグビー選手。

## プロフィール
- 福岡県出身。
- ポジションはフランカー（FL）、ナンバーエイト(No8)。
- 身長 184cm、体重 98kg
- ニックネームはゆーすけ、まきお、まき。
- 日本代表キャップは4[1]。
- 7人制日本代表に選ばれたことがある[2]。
- 九州代表に選ばれたことがある[3]。

## 略歴
草ヶ江ヤングラガーズでラグビーを始める。
1998年、修猷館高校卒業後、慶應義塾大学に進学。2年時に大学選手権で優勝した。
2002年、慶應義塾大学卒業後、九州電力（現・九州電力キューデンヴォルテクス）に加入。
2005年、ラグビーワールドカップセブンズ2005の7人制日本代表に選出された。
2010年、現役を引退した。